# Landgericht Höchstadt
Das Landgericht Höchstadt war ein von 1803 bis 1879 bestehendes bayerisches Landgericht älterer Ordnung mit Sitz in Höchstadt an der Aisch im heutigen Landkreis Erlangen-Höchstadt.

## Lage
Das Landgericht Höchstadt grenzte im Süden an das Landgericht Herzogenaurach, im Südwesten an das Landgericht Neustadt an der Aisch, im Westen an das Herrschaftsgericht Burghaslach, im Nordwesten an das Landgericht Ebrach, im Norden an das Landgericht Burgebrach, im Nordosten an das Landgericht Bamberg I, im Osten an das Landgericht Forchheim und im Südosten an das Landgericht Erlangen.

## Geschichte
Im Jahr 1803 wurde im Verlauf der Verwaltungsneugliederung Bayerns das Landgericht Höchstadt errichtet. Dieses wurde nach der Gründung des Königreichs Bayern dem Mainkreis zugeschlagen, kam dann 1810 an den Rezatkreis und wurde 1817 wieder an den Mainkreis abgegeben.
Das Landgericht Höchstadt wurde überwiegend aus Gebieten gebildet, die vor dem Reichsdeputationshauptschluss Teile des Hochstiftes Bamberg waren. Dies waren:
- vom Amt Höchstadt: Höchstadt, Ailsbach, Bechhofen an der Krausheid, Bösenbechhofen, Buch, Buchfeld, Crayendorf, Etzelskirchen, Frimmersdorf, Großneuses, Hermersdorf, Kieferndorf, Kleinneuses, Lappach, Lonnerstadt, Medbach, Nackendorf, Niederndorf, Poppenwind, Saltendorf, Schwarzenbach, Sterpersdorf, Tuttendorf, Unterwinterbach, Uttstadt und Weickersdorf;
- vom Klosteramt Gremsdorf: Gremsdorf;
- vom Amt Wachenroth: Wachenroth, Albach, Ober- und Unterdietersdorf, Elsendorf, Geutersdorf, Horbach, Kleinweisach, Lach, Limbach, Mühlhausen, Reumannswind, Schirnsdorf, Simmersdorf, Steppach, Volkersdorf und Warmersdorf;
- vom Amt Bechhofen: Bechhofen, Aisch, Förtschwind, Oberndorf, Sambach, Schweinbach, Wind;
- vom Amt Schlüsselau: Bechhofen, Jungenhofen, Mühlhausen, Oberndorf, Schweinbach, Steppach, und Uttstadt;
- vom Amt Forchheim: Attelsdorf.[1]

## Struktur

### Steuerdistrikte
1808 wurden im Rahmen des Gemeindeedikts 19 Steuerdistrikte gebildet: 
- Adelsdorf mit Aisch, Nainsdorf und Uttstadt;
- Elsendorf mit Güntersdorf, Lach, Possenfelden und Reumannswind;
- Etzelskirchen mit Bösenbechhofen, Kieferndorf, Medbach und Saltendorf;
- Gremsdorf mit Buch, Krausenbechhofen und Poppenwind;
- Heuchelheim;
- Höchstadt;
- Lonnerstadt mit Ailsbach und Fetzelhofen;
- Mühlhausen mit Decheldorf, Neumühle und Simmersdorf;
- Obersteinbach mit Fallmeister, Lachheim, Lerchenhöchstadt und Wilhelminenberg;
- Pommersfelden mit Limbach und Schloss Weißenstein;
- Sambach mit Oberndorf, Schweinbach, Weiher und Wind;
- Schirnsdorf mit Fallmeisterei, Horbach, Lempenmühle, Nackendorf und Weingartsgreuth;
- Schlüsselfeld mit Thüngbach;
- Steppach mit Stolzenroth und Unterköst;
- Sterpersdorf mit Antoniuskapelle, Greiendorf, Greienmühle, Großneuses, Kleinneuses, Lappach und Schwarzenbach;
- Thüngfeld mit Attelsdorf;
- Unterwinterbach mit Buchfeld, Frimmersdorf, Warmersdorf und Weickersdorf;
- Wachenroth mit Albach, Eckartsmühle, Hammermühle und Volkersdorf;
- Zentbechhofen mit Fallmeisterei, Förtschwind, Greuth und Jungenhofen.

### Ruralgemeinden
1808 entstanden die Ruralgemeinden. Mit dem Zweiten Gemeindeedikt (1818) erhielten die Ruralgemeinden mehr Befugnisse. Zugleich wurden einige der bis dahin bestehenden Ruralgemeinden aufgeteilt, so dass es 26 Ruralgemeinden gab:
- Adelsdorf;
- Aisch mit Nainsdorf;
- Buch;
- Elsendorf mit Güntersdorf, Lach, Possenfelden und Reumannswind;
- Etzelskirchen mit Bösenbechhofen, Kieferndorf, Medbach und Saltendorf;
- Fetzelhofen mit Ailsbach;
- Frimmersdorf mit Unterwinterbach, Warmersdorf und Weickersdorf;
- Gremsdorf mit Krausenbechhofen und Poppenwind;
- Greuth mit Förtschwind;
- Heuchelheim;
- Höchstadt;
- Lonnerstadt;
- Mühlhausen mit Decheldorf, Neumühle und Simmersdorf;
- Obersteinbach mit Fallmeister, Lachheim, Lerchenhöchstadt und Wilhelminenberg;
- Pommersfelden mit Limbach und Schloss Weißenstein;
- Oberndorf mit Weiher;
- Sambach mit Schweinbach und Wind;
- Schirnsdorf mit Fallmeisterei, Horbach, Lempenmühle und Nackendorf;
- Schlüsselfeld mit Thüngbach;
- Schwarzenbach mit Großneuses, Kleinneuses und Lappach;
- Steppach mit Stolzenroth und Unterköst;
- Sterpersdorf mit Antoniuskapelle, Greiendorf und Greienmühle;
- Thüngfeld mit Attelsdorf;
- Wachenroth mit Albach, Eckartsmühle, Hammermühle und Volkersdorf;
- Weingartsgreuth mit Buchfeld;
- Zentbechhofen mit Fallmeisterei, Jungenhofen und Uttstadt.

Die Gemeinde Obersteinbach wurde am 14. Oktober 1818 an das Landgericht Markt Bibart abgegeben.